# Club Cobalto 49

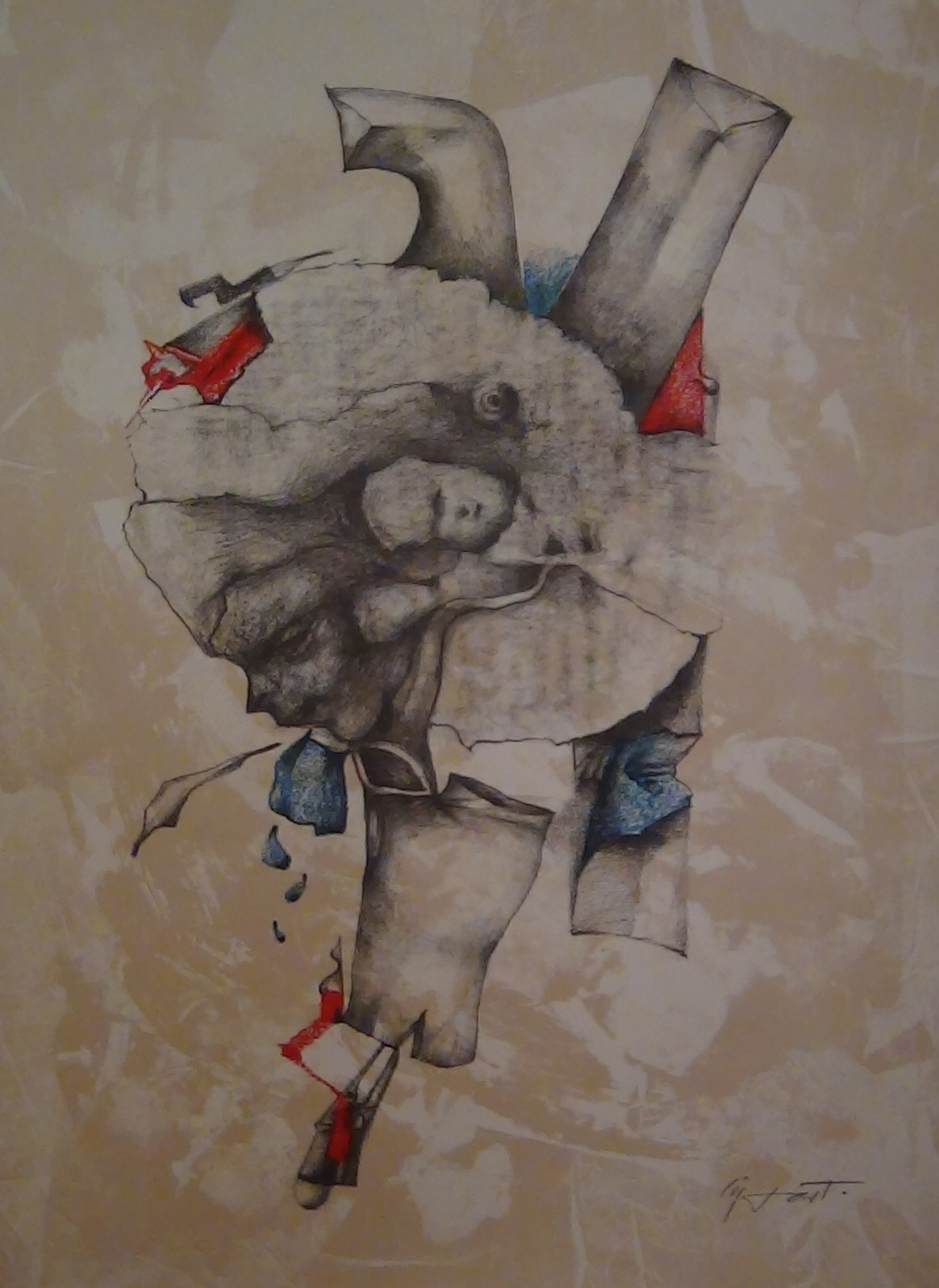

El Club Cobalto 49, i més tard Club 49, fou una associació artística consolidada a Catalunya durant la postguerra espanyola que tenia com a finalitat fer arribar l'art de les avantguardes a la societat catalana a través de l'organització d'exposicions artístiques i altres plataformes i/o agrupacions.

## Associació Cobalto 49
El 28 d'abril de 1949 es constitueix la societat civil Cobalto 49. Els compromissaris són, d'una banda, Rafael Santos Torroella i M. Teresa Bermejo i, de l'altra, Joaquín Gomis, Joan Prats i Vallès, Sebastián Gasch, Sixto Yllescas i Eudald Serra i Güell. Aquests últims, tots exmembres d'ADLAN, un grup que abans de la guerra civil havia fomentat l'art modern a Barcelona.
Josep M. Junoy va oferir als exmembres d'ADLAN la revista Cobalto i va portar-hi gent nova, com Anna Inés Bonnín o Rafael Santos Torroella. Amb la il·lusió de crear una revista de luxe per a la difusió de l'art d'avantguarda a Catalunya, el grup va acceptar la vinculació i va crear-se l'associació Cobalto 49, perquè era l'any 1949. Com a redactors destaquen Joan Teixidor i Alexandre Cirici. La primera reunió documentada és la dia 24 d'octubre de 1949, i consta en les actes de l'organització.
La utilització del català com a llengua propia de l'associació va generar problemàtiques internes a causa del context de la postguerra, tot i així Joan Prats i Vallès va esdevenir un defensor convençut i inflexible de l'ús de l'idioma propi. Aquest fet portà a la catalanització total del grup, que se separà de la revista Cobalto i adoptà el nom que seria definitiu: Club 49. Per tant, el Club 49 va néixer d'una escissió de Cobalto 49, instituint-se el 1950. Del 1949 al 1969, va organitzar exposicions, conferències, concerts, projeccions de diapositives, etc. El Club 49 era una finestra oberta a l'art d'avantguarda que es feia al món i a Catalunya mateix.
Es tracta d'una societat molt estructurada, jerarquitzada, dinàmica i disciplinada, organitzava activitats a partir de grups d'estudi. Cada grup estava format per tres o quatre socis i responsabilitzat d'una àrea determinada. Les publicacions s'assignaren a Rafael Santos Torroella, Sebastià Gasch, Alexandre Cirici i Joan Teixidor. A partir de 1964 Maria Lluïsa Borràs s'encarregà de la secretaria i programació. Funcionava amb absolut voluntarisme.

### Exposicions organitzades per Cobalto 49
- «Exposición-homenaje a Turner (Colección Lázaro)». Del 25 de novembre al 9 de desembre de 1947. Museu d'Art Modern de Barcelona.
- «Exposición-homenaje a Joan Miró». Del 23 d'abril al 6 de maig de 1949 a les Galeries Laietanas. La primera monografía espanyola sobre Joan Miró encarregada per Rafael Santos Torroella.[1]
- «Exposición antológica de arte contemporáneo». Amb la col·laboració del Club de Radio Tarrasa. Del 3 al 16 de juliol de 1949 a Terrassa. Amb obres de Modest Cuixart, Joan Ponç i Antoni Tàpies. També hi havia obres de Picasso, Joan Miró, Dalí, entre d'altres.[4]

Antoni Tàpies al 1949 exposa al II Saló d'Octubre de Barcelona (Galeries Laietanes) i a la mostra Un aspecte de la pintura catalana, a l'Institut Francès de Barcelona i presentada pel poeta João Cabral de Melo, aleshores vicecònsol del Brasil a Barcelona. A Madrid, presenta algunes obres al Salón de los Once, convidar per Eugeni d'Ors.
Després de l'exposició de Joan Miró aconsegueixen que Pierre Deffontaines en aquell temps director de l'institut Francès de Barcelona organitzés una exposició d'artistes com Joan Brossa i Modest Cuixart. L'exposició va obrir les portes el 17 de desembre de 1949. El títol dels quadres exposats són: Sod, Batafra, Parafaragamus, latra, Brufungles i Desconsol lunar, que provenen d'una mitologia vinguda de temps remots i espais no definibles per la geometria euclidiana. El 3 de Gener de 1950 es va clausurar l'exposició en un acte presentat per Guillermo Diaz Palla, on varen intervindre més els poetes Ana-Inés Bonnín, Joan Brossa, J.V.Foix, Julio Garcès, Rafael Santos i Tortella i Joan Teixidor.

## Club 49
El Club 49 es consolida en un entorn de postguerra deprimit i hostil, on la repressió forma part del dia a dia, per tant, la recuperació de qualsevulla activitat cultural, especialment l'avantguardista, va esdevenir gradual i de manera complicada i controlada. Durant aquells anys va estar focalitzada en la iniciativa d'uns pocs individus, alguns dels quals ja es coneixien d'ADLAN, de les tertul·lies i reunions en el café Bagatela, inspirades per M. A. Cassanyes entre 1947-1949. i d'altres començaven a formular el Grup Dau al Set. De l'apropament d'aquest grup d'avantguardistes a l'Editorial Cobalto va resultar l'associació Cobalto 49 plantejada, gairebé, com un grup de resistència d'avantguarda ben estructurat i organitzat. Amb poc temps, es van dur a terme exposicions de Joan Miró, una col·lectiva de Tàpies, Cuixart i Ponç, una «Exposició antològica d'art contemporani» a Terrassa, l'edició de tres exemplars de la revista Cobalto 49, conferències, sessions musicals i, fins i tot, una proposta de museu “representatiu de l'art del nostre temps”.
Malgrat això, les desavinences relacionades amb l'ús del català van fer que l'Editorial Cobalto es desentengués del projecte i que l'associació Cobalto 49 hagués de buscar empara-se en el Hot Club de Barcelona, una entitat fundada a Barcelona per un grup d'entusiastes del jazz, abans de la Guerra Civil de 1936-39, des d'on van continuar i ampliar les activitats sota el nou nom de Club 49 fins a finals dels anys seixanta. El Club 49 va esdevenir un element clau, persistent i innovador dins el panorama avantguardista a Catalunya. Van seguir organitzant exposicions de Joan Miró com la de la Sala Gaspar, Joan Ponç, Picasso, Antoni Tàpies, Modest Cuixart, entre d'altres. Esdeveniren exposicions col·lectives amb audicions, diversos concerts de jazz, música clàssica, Música oberta, un movimient musical d'avantguarda fundat en 1960 pel compositor i membre del club Josep M. Mestres i Quadreny, espectacles teatrals de Merce Cunningham, lectures de poesia, etc.
Gràcies al mecenatge de Joaquim Gomis, un dels membres del Club Cobalto 49, van portar a Barcelona personatges avantguardistes de la talla de John Cage i tot un cos de ballet per tal d'organitzar una presentació de l'avantguarda artística a Barcelona. A causa de l'atreviment i la innovació que suposaven algunes de les exposicions, el Club 49 va habilitar la casa La Ricarda, al Prat de Llobregat, la qual es va convertir en l'escenari de nombroses sessions musicals d'avantguarda.

## Editorial Cobalto
Per entendre com va sorgir el Club 49 és molt important conèixer la història de l'Editorial Cobalto i la revista Cobalto, ja que van esdevenir mitjans d'impuls per les activitats organitzades pel Club 49, on molts dels seus integrants en formaven part.
L'editorial apareix amb Cobalto. Arte antiguo y moderno el 21 de juny de 1947, una revista d'alta divulgació, que va esdevindre una aposta decisiva per la modernitat a Catalunya entre els anys 1947 i 1953. Va ser un pilar clau de l'associació Cobalto 49. La redacció es trobava a l'avinguda José Antonio (l'actual Gran Via de les Corts Catalanes) 685, principal, 1a. Cobalto es constitueix com a societat civil el 12 de juny de 1947 i dona de baixa les seves activitats l'1 d'octubre de 1953. La societat està formada per:
- Director: Josep M. Junoy (1947-1948).
- Subdirector: Rafael Santos Torroella, subdirector (1947-1953).
- Secretaria: M. Teresa Bermejo, secretària (1947-1953).

L'editorial neix dintre d'un context de postguerra, fet que significà la proscripció de la llengua catalana i la desarticulació de les institucions catalanes, la pèrdua de l'exili i la potenciació de gustos conservadors en l'art, qualsevol temptativa d'innovació estava reprimida. Va esdevenir un punt de referència per a la recuperació de l'art modern durant la postguerra i possibilità la supervivència cultural. Entre altres fites, cal assenyalar l'edició d'un número especial dedicat al surrealisme (Cobalto. Arte antiguo y moderno, quadern 5è. 1948), el primer estudi crític sobre el tema després de la Guerra Civil espanyola. Organitzà la primera exposició de Miró i edità les primeres monografies sobre Miró i Dalí després de la guerra civil.
L'inventari de les publicacions Cobalto, en ordre cronològic, és el següent:
Cobalto. Arte antiguo y moderno (vol. I)
- Primer quadern: «El Paisaje». 21 de juny de 1947 (Gràficas Zamorano. Barcelona).[11]
- Segon quadern: «El retrato». 21 d'agost de 1947 (La Polígrafa. Barcelona).[12]
- Tercer quadern: «Turner». 21 de novembre de 1947 (La Polígrafa. Barcelona).[13]
- Quart quadern: «Los animales en el arte». 21 de febrer de 1948 (La Polígrafa. Barcelona).[14]

Cobalto. Arte antiguo y moderno (vol. II)
- Primer quadern: «El surrealismo». 15 de juliol de 1948 (La Polígrafa. Barcelona).[15]

Cobalto 49
- Colbato 49, primer fascicle, dedicat a l'exposició de Joan Miró del 23 d'abril al 6 de maig de 1949 (Impremta Juan Morral. Terrassa).
- Cobalto 49, segon fascicle (C. estiu de 1949) (Impremta Juan Morral. Terrassa).
- Cobalto 49, tercer fascicle (març de 1950) (Impremta Juan Morral. Terrassa).

Monografies i llibres
- Col·lecció «El arte y los artistas españoles desde 1800».
- Eugenio Lucas. J.A. Gaya Nuño. Juliol de 1948.
- Valeriano Bécquer. Rafael Santos Torroella. 15 de setembre de 1948.
- Salvador Dalí. A. Oriol Anguera. 15 de desembre de 1948.
- Joan Miró. J.E. Cirlot. 15 de març de 1949.

La publicació Cobalto 49, una revista o fascicle que es presentava com l'òrgan d'expressió de l'associació del mateix nom i alhora esdevenia una mena de suplement de l'editorial Cobalto. Una publicació d'aire més periodístic —articles més curts i notes breus—, molt més barata, més modesta, i gràficament més atrevida i llampant; reflectia un altre esperit diferent de Cobalto. Arte antiguo y moderno.

## Revista Cobalto
Cobalto neix com una revista d'alta divulgació especialitzada en art, tingué un paper molt important per a la recuperació de l'art modern de la postguerra a Catalunya. Va esdevenir l'origen de les associacions Cobalto 49 i Club 49, associacions militants de l'art modern, que resulten en plataformes de dinamització de l'art modern.
Gaudeix d'una gran reputació i agraiment per fets tan importants com la recuperació del Surrealisme després de la Guerra Civil espanyola, la publicació de les primeres monografies sobre Dalí, Miró i Goeritz, l'edició dels primers poemaris de Joan Brossa i de Juan Eduardo Cirlot i l'organització de la primera exposició de Miró després de la Guerra Civil.
Anava adreçada a un públic aristòcrata i burgés, que buscava i aprovava l'estètica col·leccionista. El nom Cobalto (de "azul cobalto") ve donat per Josep M. Junoy a causa de la seva arrelada inclinació a l'assaboriment imaginatiu dels colors. El format era: 315 x 230 mm. El nombre de pàgines de cada publicació va oscil·lar entre 64 i 90.
Trenca amb l'estètica de revistes catalanes de l'època, amb una dimensió i una voluntat cosmopolita. Està escrita en tres llengües, espanyol, francès i anglès. Hi col·laboren especialistes estrangers, com Kenth Clark, Paul Guinard, Bernard Champigneulle, J.V.L. Brans, Thierry Norbert, Otto Poppel i Oliver Millar.